# Ben Watson
Pour les articles homonymes, voir Benjamin Watson (homonymie) et Watson.
Benjamin « Ben » Watson, né le 9 juillet 1985 à Camberwell, quartier de Londres, est un footballeur britannique. Milieu relayeur, il jouait au Charlton Athletic jusqu'à 2022.

## Biographie
Il marque le but qui gagne la FA Cup en 2013.
Le 25 septembre 2020, il rejoint Charlton Athletic.

## Palmarès
- Wigan Athletic
  - FA Cup
    - Champion 2013
- Watford
  - Championship (D2)
    - Vice-champion : 2015